# 尋找聖誕星 (1976年電影)
《尋找聖誕星》（挪威語：Reisen til julestjernen）是一部挪威奇幻冒險電影，1976年上映，改編自1924年的同名戲劇，由漢納·克羅格、Knut Risan、Bente Børsum主演。
每年平安夜時都會在挪威廣播電台（NRK）播出，成為挪威的聖誕節傳統。
2012年，被翻拍為同名電影《尋找聖誕星》。

## 劇情
在一個小王國的城堡中，住著國王、王后和公主葛露塔。在某個聖誕夜，葛露塔公主受到伯爵唆使，獨自進入森林尋找聖誕星，從此就失蹤了。悲痛欲絕的國王因此詛咒聖誕星，聖誕星從此消逝不見，就連進入森林中尋找女兒的王后也失蹤了。有預言指，只要把聖誕星找回來，葛露塔公主就會歸來。
多年後，桑雅（葛露塔公主）已成長為一位美麗出眾的少女，隨著收養她的馬戲團回到城堡。她決心找回聖誕星。在一位老太婆的指引下，桑雅找到了聖誕老人，並許下了讓聖誕星歸來的願望，終於如她所願，聖誕星回到了天上的原位。桑雅高興地趕去城堡要與國王相見，卻被伯爵抓住並關在地牢內，所幸老太婆前來救援，把桑雅帶到國王面前，兩人相認。伯爵被逮捕。而老太婆也變回原形——原來她就是王后，一家人終於團聚。

## 演員
- 漢納·克羅格（英语：Hanne Krogh） 飾 桑雅（葛露塔公主）
- Knut Risan 飾 國王
- Bente Børsum 飾 王后
- Alf Nordvang 飾 伯爵

## 製作
片中不少場景是在挪威阿克斯胡斯城堡拍攝的。
作曲家Egil Monn-Iversen替該片寫了《桑雅的聖誕星之歌》（Sonjas sang til julestjernen）等幾首歌曲。其餘的音樂來自於原版戲劇（約翰·哈爾沃森所作）。

## 外部連結
- 互联网电影数据库（IMDb）上《尋找聖誕星》的资料（英文）